# Lijst van voetbalclubs aangesloten bij de Haagsche Voetbalbond
Dit is een lijst van voetbalclubs die aangesloten en/of actief zijn geweest bij de Haagsche Voetbalbond (HVB).
Vanaf 1940 waren clubs uit de regio van de Haagsche Voetbalbond automatisch lid van de Haagsche Voetbalbond zodra zij zich hadden ingeschreven bij de KNVB.

## Legenda
(1) achter de clubnaam - Zijn meerdere clubs met dezelfde naam geweest, echter zijn verschillende clubs.
   bij Lid sinds - Club is heropgericht of heringeschreven, echter de datum hiervan is onbekend.
   bij Lid tot - Club is uitgeschreven of opgeheven voor 1996, datum hiervan is echter onbekend.
—  bij Lid tot - Club is tot einde van de bond (1996) actief gebleven.
| Club                      | Plaats           | Lid sinds                                   | Lid tot                      | Bijzonderheden |
| ------------------------- | ---------------- | ------------------------------------------- | ---------------------------- | --- |
| Adelaars                  | Den Haag         | mei 1934 1944                               | september 1943 —             | Was tot 1934 aangesloten bij de Haagsche Kantoor Voetbalbond Heroprichting                                                                                    |
| ADNO                      | Den Haag         | juni 1933                                   | februari 1941                | |
| ADO                       | Den Haag         | november 1905                               | —                            | |
| ADS Den Haag              | Loosduinen       | september 1936                              | —                            | Was tot 1936 aangesloten bij de Haagsche Kantoor Voetbalbond, heette tussen 1979 en 1990 A.D.S.Kraayenstein                                                   |
| ADT                       | Den Haag         |                                             | februari 1941                | |
| AEC                       | Den Haag         | december 1938                               | november 1942                | Fuseerde in 1942 tot ESDO |
| Agneta                    | Delft            | november 1936                               | februari 1941                | |
| Ajax                      | Den Haag         |                                             | november 1908                | |
| lc&fc Ajax                | Leiden           | oktober 1895                                | 1903                         | Was vanaf 1903 aangesloten bij de Leidsche Voetbalbond |
| De Algemeene (1)          | Den Haag         | oktober 1928                                | september 1932               | |
| De Algemeene (2)          | Den Haag         | september 1932                              | september 1937               | |
| AMT                       | Delft            | oktober 1917                                | oktober 1918                 | |
| VV ANWB                   | Den Haag         | september 1940                              | juni 1988                    | Was tot 1940 aangesloten bij de Haagsche Kantoor Voetbalbond, heette tot juni 1942 VVOG, tussen juni 1942 en juni 1969 VOG                                    |
| HVV Archipel              | Den Haag         | juni 1920                                   | 1993                         | Fuseerde in 1993 tot HVV Archipel/Ornas |
| HVV Archipel/Ornas        | Den Haag         | 1993                                        | —                            | |
| ATAM                      | Den Haag         | september 1934                              | februari 1941                | Heette tot oktober 1935 en tussen december 1935 en december 1938 ATAM; tussen oktober en december 1935 ACVV; vanaf 1939 ATC                                   |
| Athene                    | Den Haag         | mei 1935                                    | oktober 1936                 | |
| ATVV                      | Den Haag         | mei 1935                                    | 1957                         | Fuseerde in 1957 tot VV Hoornwijck |
| AWVV                      | Den Haag         | 1938                                        | februari 1941                | |
| VV Banko                  | Den Haag         | oktober 1921                                | juli 1933                    | |
| BAS                       | Den Haag         | september 1937                              | september 1940               | |
| BDT                       | Den Haag         | juni 1932                                   | oktober 1937                 | |
| BEC                       | Delft            | november 1917                               | —                            | |
| Beers Boys                | Den Haag         | september 1935                              | februari 1941                | |
| VV Belgische Park         | Den Haag         | februari 1929                               | februari 1937                | |
| VV Bell Telefoon          | Den Haag         | maart 1940                                  | september 1942               | |
| VV Bezuidenhout (1)       | Den Haag         | juni 1926                                   | december 1927                | |
| VV Bezuidenhout (2)       | Den Haag         | augustus 1939                               | februari 1940                | |
| BHP                       | Den Haag         | januari 1940                                | januari 1941                 | |
| RKSV Blauw-Zwart          | Wassenaar        | september 1940                              | —                            | Was tot 1940 aangesloten bij de DHVB |
| Blauwe Vogels             | Den Haag         | mei 1930                                    | augustus 1939                | |
| BLC                       | Den Haag         | september 1935                              | december 1936                | |
| VV BMT                    | Den Haag         | september 1911                              | —                            | Heette tot april 1912 Excelsior |
| VV Boerhave               | Den Haag         | mei 1935                                    | augustus 1939                | |
| VV Borsumij               | Den Haag         | januari 1928                                | Vraag                        | |
| BPM                       | Den Haag         | maart 1918                                  | oktober 1919                 | |
| Bristol Rovers            | Den Haag         | juli 1937                                   | december 1939                | |
| BSA                       | Den Haag         | september 1922                              | maart 1924                   | |
| BSS (1)                   | Den Haag         | juli 1921                                   | november 1923                | Opgegaan in BTC Den Haag |
| BSS (2)                   | Den Haag         | augustus 1931                               | maart 1933                   | |
| BSV (1)                   | Den Haag         | juli 1924                                   | oktober 1924                 | |
| BSV (2)                   | Delft            | september 1928                              | mei 1937                     | |
| BSVZ                      | Zoetermeer       | januari 1941                                | november 1943                | |
| BTC                       | Den Haag         | september 1923                              | —                            | |
| BWB                       | Den Haag         | februari 1938                               | december 1940                | Heette tot juli 1938 KMD |
| BZW                       | Den Haag         | december 1940                               | juni 1943                    | Was tot 1940 aangesloten bij de Haagsche Kantoor Voetbalbond, fuseerde in 1943 tot SV Die Haghe                                                               |
| Capitol                   | Den Haag         | augustus 1936                               | november 1937                | |
| CAV                       | Den Haag         | augustus 1913                               | november 1915                | |
| Celcia                    | Den Haag         | oktober 1920                                | november 1923                | |
| De Celeritaan             | Den Haag         | maart 1912                                  | november 1916                | |
| HSV Celeritas             | Den Haag         | 1908                                        | —                            | Heette tussen maart 1912 en november 1916 De Celeritaan |
| Château Bleu              | Den Haag         | januari 1940                                | november 1940                | |
| City Boys                 | Den Haag         | april 1935                                  | september 1936               | |
| VV Clingendaal (1)        | Den Haag         | september 1914                              | oktober 1920                 | |
| VV Clingendaal (2)        | Den Haag         | april 1936                                  | oktober 1940                 | |
| DSV Concordia             | Delft            | oktober 1895                                | —                            | |
| De Concurrent             | Delft            | juli 1921                                   | december 1927                | |
| HSV Cromvliet             | Den Haag         | september 1922                              | —                            | |
| CVH                       | Loosduinen       | januari 1935                                | januari 1942                 | |
| CVS                       | Den Haag         | juni 1939                                   | september 1940               | In 1940 opgegaan in SVV Scheveningen |
| CWP                       | Den Haag         | september 1934                              | juni 1994                    | |
| Daring                    | Den Haag         | maart 1936                                  | december 1940                | |
| DAV                       | Den Haag         | juni 1938                                   | Vraag                        | Was tot 1938 aangesloten bij de Haagsche Kantoor Voetbalbond onder de naam Siemens                                                                            |
| DCS                       | Den Haag         | april 1935                                  | Vraag                        | |
| DDT                       | Den Haag         | augustus 1936                               | 1941                         | |
| DECO                      | Den Haag         | september 1932                              | januari 1934                 | Was tot 1932 aangesloten bij de Haagsche Kantoor Voetbalbond                                                                                                  |
| VV Defensie               | Den Haag         | december 1940                               | Vraag                        | |
| Delfia (1)                | Delft            | 1907                                        | juni 1930                    | In 1930 gefuseerd tot Delfia-DVK |
| Delfia (2)                | Delft            | juni 1930                                   | —                            | Heette oorspronkelijk Delfia-DVK |
| DVV Delft                 | Delft            | september 1915                              | —                            | Heette tot december 1915 DVVS |
| Delftsche Boys            | Delft            | september 1922                              | september 1933               | |
| DEM                       | Den Haag         | januari 1912                                | oktober 1912                 | |
| DN                        | Delft            | oktober 1905                                | december 1908                | |
| DES                       | Den Haag         | oktober 1911                                | oktober 1919                 | |
| DEVJO                     | Voorburg         | september 1938                              | —                            | Was tot 1938 aangesloten bij de Haagsche Kantoor Voetbalbond                                                                                                  |
| DFC                       | Den Haag         | september 1910                              | december 1911                | |
| DFK                       | Den Haag         | september 1935                              | maart 1939                   | |
| DHB '31                   | Den Haag         | september 1933                              | Vraag                        | Was tot 1933 aangesloten bij de Haagsche Kantoor Voetbalbond onder de naam LSV, heette tot 1940 DHB                                                           |
| DHB(RK)                   | Den Haag         | november 1940                               | november 1943                | Was tot 1940 aangesloten bij de DHVB onder de naam DHB, heette in 1940 DHB '29 RK                                                                             |
| DHBS                      | Delft            | oktober 1918                                | juni 1919                    | |
| DHC Delft                 | Delft            | augustus 1911                               | —                            | |
| SV DHL                    | Delft            | september 1916 september 1940               | april 1926 —                 | Was tussen 1926 en 1940 aangesloten bij de DHVB |
| VV Die Haghe              | Den Haag         | augustus 1935                               | juni 1943                    | |
| SV Die Haghe              | Den Haag         | juni 1943                                   | —                            | |
| Die Haghespelers          | Den Haag         | oktober 1921                                | december 1925                | |
| SV Dinkhuyzen             | Den Haag         | oktober 1937                                | maart 1942                   | |
| DIOS                      | Den Haag         | december 1912                               | juli 1914                    | |
| DITO (1)                  | Den Haag         | november 1934                               | september 1936               | |
| DITO (2)                  | Den Haag         | september 1936                              | december 1938                | Was tot 1935 aangesloten bij de Haagsche Kantoor Voetbalbond, heette tot oktober 1936 DIO Boys                                                                |
| DMVC                      | Delft            | oktober 1917                                | oktober 1919                 | Heette tot april 1918 SDW |
| DOC                       | Pijnacker        | juli 1922                                   | juli 1924                    | |
| Dodge SV                  | Den Haag         | juli 1935                                   | juni 1956                    | |
| VV Doelwaarts             | Den Haag         | oktober 1935                                | Vraag                        | |
| DOK                       | Den Haag         | september 1913                              | oktober 1916                 | |
| Donar                     | Den Haag         | september 1900                              | Vraag                        | |
| DOV                       | Den Haag         | 1899                                        | september 1907               | |
| DOV                       | Delft            | september 1911                              | januari 1934                 | |
| DSB                       | Den Haag         | september 1936                              | april 1940                   | |
| SV DSO                    | Zoetermeer       | september 1940                              | —                            | Was tot 1940 aangesloten bij de Leidsche Voetbalbond |
| DUC                       | Den Haag         | december 1910                               | november 1915                | Heette tot september 1911 UD, tussen september 1911 en maart 1912 VVUD                                                                                        |
| Duindorp Boys             | Den Haag         |                                             | februari 1941                | |
| SV Duinoord (1)           | Den Haag         | juli 1914                                   | —                            | Heette tot september 1921 DSV |
| SV Duinoord (2)           | Den Haag         | juli 1920                                   | juli 1921                    | Heette tot augustus 1920 SDO |
| HSV DUNO                  | Den Haag         | augustus 1924                               | —                            | |
| DVC Delft                 | Delft            | september 1908                              | —                            | |
| DVK                       | Delft            | september 1925                              | juni 1930                    | Gefuseerd tot Delfia |
| DVO (1)                   | Den Haag         | juli 1920                                   | december 1926                | |
| DVO (2)                   | Den Haag         | oktober 1935                                | december 1937                | |
| DVV                       | Den Haag         | juli 1906                                   | maart 1938                   | |
| SV DWO                    | Zoetermeer       | december 1940                               | —                            | |
| EC-SO                     | Den Haag         | april 1935                                  | Vraag                        | |
| EMSK                      | Den Haag         | augustus 1934                               | december 1938                | Was tot 1934 aangesloten bij de Haagsche Kantoor Voetbalbond onder de naam EMS, in 1938 gefuseerd tot AEC                                                     |
| Escher Boys               | Den Haag         | september 1938                              | 1989                         | Fuseerde in 1989 tot EOC |
| ESDO                      | Delft            |                                             | augustus 1917                | |
| ESDO                      | Den Haag         | september 1917 februari 1924 september 1929 | februari 1924 juli 1929 1995 | In februari 1924 geroyeerd, daarna heropgericht, in 1929 wederom heropgericht, in 1995 gefuseerd tot GSC ESDO                                                 |
| VV Esveha                 | Den Haag         | september 1935                              | september 1936               | |
| Everscore                 | Den Haag         | april 1935                                  | februari 1941                | |
| HVC Exelsior              | Den Haag         | november 1894                               | Vraag                        | |
| FCA                       | Den Haag         | mei 1933                                    | februari 1940                | Heette tot februari 1938 ASV |
| VV De Flamingos           | Den Haag         | juni 1954                                   | juli 1995                    | Fuseerde in 1995 tot RFC '95 |
| Full Speed                | Delft            | september 1923                              | september 1929               | In 1929 gefuseerd tot FZC |
| DSV Full Speed            | Delft            | 1946                                        | —                            | |
| FZC                       | Delft            | september 1929                              | 1946                         | Fuseerde in 1946 tot DSV Full Speed |
| Gaselwa                   | Delft            | mei 1933                                    | maart 1938                   | |
| HV Gazan                  | Den Haag         | september 1937                              | november 1941                | |
| GBW                       | Wassenaar        | oktober 1934                                | september 1937               | |
| RKSV GDA                  | Den Haag         | september 1940                              | —                            | Was tot 1940 aangesloten bij de DHVB |
| GDS                       | Den Haag         | september 1940                              | —                            | Was tot 1940 aangesloten bij de DHVB |
| GGB                       | Den Haag         | 1934                                        | december 1936                | Heette tot september 1935 GAS |
| GOC                       | Den Haag         | november 1940                               | september 1941               | |
| VV Good Year              | Den Haag         | oktober 1930 april 1936                     | januari 1931 februari 1941   | |
| GPV                       | Voorburg         | september 1935                              | februari 1941                | |
| VV Graaf Floris V         | Den Haag         | oktober 1940                                | oktober 1940                 | Werd bij inschrijving ontbonden, was tot 1940 aangesloten bij de DHVB                                                                                         |
| Graaf Willem II VAC       | Wassenaar        | juni 1912 september 1940                    | juni 1920 —                  | Was tussen 1920 en 1940 aangesloten bij de DHVB, heette tot 1940 Graaf Willem II                                                                              |
| Grafia                    | Loosduinen       | 1936                                        | maart 1941                   | Heette tot maart 1938 GVV |
| Grashoppers               | Den Haag         | september 1933                              | augustus 1935                | |
| VV 's-Gravenhage          | Den Haag         | september 1922                              | februari 1924                | |
| 's-Gravenzandse SV        | 's-Gravenzande   | maart 1938                                  | —                            | |
| 's-Gravenzandse VV        | 's-Gravenzande   | juni 1912 1918                              | februari 1916 —              | |
| Grenadiers en Jagers      | Den Haag         | oktober 1905                                | september 1911               | |
| GSC                       | Den Haag         | augustus 1936                               | september 1938               | Was tot 1936 aangesloten bij de Haagsche Kantoor Voetbalbond                                                                                                  |
| GSC ESDO                  | Den Haag         | 1995                                        | —                            | |
| GZB                       | Den Haag         | september 1935                              | juni 1943                    | |
| VV Hanenburg              | Den Haag         | april 1935                                  | november 1939                | |
| De Hagenaars              | Den Haag         | september 1911                              | oktober 1912                 | |
| HASC                      | Den Haag         | mei 1933                                    | oktober 1938                 | Heette tot oktober 1935 ASC |
| De Hazen                  | Den Haag         | juli 1935                                   | december 1938                | |
| HBL                       | Den Haag         | oktober 1938                                | maart 1942                   | |
| HBS-Craeyenhout           | Den Haag         | oktober 1894                                | —                            | Ook bekend onder de naam HBS |
| HBW                       | Den Haag         | januari 1923                                | juli 1933                    | |
| HCRV                      | Den Haag         | juni 1937                                   | maart 1942                   | |
| HDS                       | Loosduinen       | september 1911                              | december 1913                | |
| HDS (1)                   | Den Haag         | juli 1921                                   | augustus 1922                | |
| HDS (2)                   | Den Haag         | september 1934                              | april 1937                   | Heette tot mei 1935 De Globe |
| VV HDV                    | Den Haag         | september 1918                              | —                            | |
| VV Heenweg                | 's-Gravenzande   | september 1927                              | december 1927                | |
| Hektor                    | Den Haag         | oktober 1895                                | mei 1897                     | Opgegaan in HBS |
| Hellas                    | Den Haag         | december 1910                               | januari 1911                 | |
| HFV                       | Den Haag         | september 1916                              | november 1918                | Heette tot oktober 1916 Zwart Wit |
| HGA                       | Den Haag         | oktober 1927 september 1940                 | 1931 1962                    | Was tot 1927 en tussen 1931 en 1940 aangesloten bij de Haagsche Kantoor Voetbalbond, in 1962 opgegaan in SVGT                                                 |
| HGC                       | Den Haag         | maart 1938                                  | maart 1942                   | |
| HGV                       | Den Haag         | augustus 1894                               | augustus 1898                | |
| HMS                       | Delft            | november 1910                               | oktober 1913                 | |
| HMS (1)                   | Den Haag         | augustus 1911                               | Vraag                        | |
| HMS (2)                   | Den Haag         | september 1919                              | november 1923                | |
| HMSH                      | Den Haag         | september 1940                              | —                            | |
| HMV                       | Den Haag         | juli 1935                                   | december 1942                | In 1942 gefuseerd tot LHMV |
| VV Hoek van Holland (1)   | Hoek van Holland | oktober 1909                                | januari 1912                 | |
| VV Hoek van Holland (2)   | Hoek van Holland | oktober 1912                                | september 1915               | |
| VV Hoek van Holland (3)   | Hoek van Holland | september 1917                              | —                            | |
| Hoeksche Boys             | Hoek van Holland | september 1921                              | november 1923                | |
| De Hofstad                | Den Haag         | september 1930                              | juli 1933                    | |
| HOKO                      | Den Haag         | september 1935                              | september 1937               | |
| HVV Hollandia             | Den Haag         | september 1896                              | 1901                         | |
| Hollandia Boys            | Den Haag         | april 1939                                  | maart 1942                   | |
| VV Hollandsch Beton       | Den Haag         | september 1931                              | september 1937               | |
| VV Honselersdijk          | Honselersdijk    | september 1930                              | Vraag                        | |
| Hoornsche Boys            | Schipluiden      | april 1937                                  | maart 1942                   | |
| VV Hoornwijck             | Rijswijk         | 1957                                        | 1961                         | |
| HPSV                      | Den Haag         | oktober 1921                                | —                            | |
| HRCB                      | Den Haag         | september 1935                              | november 1936                | |
| HSB                       | Delft            | september 1933                              | februari 1937                | |
| HSS                       | Den Haag         | augustus 1921                               | augustus 1923                | |
| HSV (1)                   | Den Haag         | september 1916                              | december 1916                | |
| HSV (2)                   | Den Haag         |                                             | mei 1937                     | |
| HSVG                      | Den Haag         | september 1938                              | maart 1942                   | |
| HSVW                      | Den Haag         | april 1938                                  | maart 1941                   | |
| HTB                       | Den Haag         | september 1936                              | maart 1942                   | |
| HTM                       | Den Haag         | november 1921                               | oktober 1933                 | |
| HUS                       | Den Haag         | september 1930                              | maart 1942                   | |
| HVCV                      | Den Haag         | september 1911                              | maart 1912                   | |
| HVV                       | Den Haag         | 1895                                        | —                            | |
| HVV Mars                  | Den Haag         | oktober 1895                                | september 1896               | |
| HWVV                      | Loosduinen       | september 1937                              | december 1942                | |
| VV Italia                 | Den Haag         | september 1936                              | Vraag                        | |
| IVY                       | Voorschoten      | oktober 1908                                | —                            | |
| JAC                       | Den Haag         | september 1940                              | —                            | |
| SV De Jagers              | Den Haag         | augustus 1921                               | —                            | |
| JASB                      | Den Haag         | juli 1934                                   | maart 1942                   | |
| JDSV                      | Den Haag         | juni 1933                                   | Vraag                        | |
| KDS                       | Delft            | april 1935                                  | maart 1941                   | |
| SV KMD                    | Wateringen       | december 1942                               | —                            | |
| KNB                       | Den Haag         | september 1937                              | maart 1940                   | |
| FC Kranenburg             | Den Haag         | september 1920                              | —                            | |
| VV KSD                    | Den Haag         |                                             | —                            | Was eerder aangesloten bij de Haagsche Kantoor Voetbalbond |
| HVV Laakkwartier          | Den Haag         | juli 1921                                   | —                            | |
| Laurens                   | Rijswijk         | augustus 1936                               | juni 1956                    | |
| VV Leidschendam           | Leidschendam     | oktober 1921                                | januari 1923                 | |
| Lemafa                    | Den Haag         | juli 1936                                   | maart 1942                   | Was tot 1936 aangesloten bij de Haagsche Kantoor Voetbalbond                                                                                                  |
| VV Lens                   | Scheveningen     | augustus 1921 september 1940                | oktober 1921 —               | Was tussen 1921 en 1940 aangesloten bij de DHVB, heette tot 1944 LES                                                                                          |
| VV De Lier                | De Lier          | november 1932                               | maart 1942 juni 1973         | In 1973 gefuseerd tot VV Lyra |
| SV Loosduinen             | Loosduinen       | september 1940                              | —                            | |
| VV Loosduinen             | Loosduinen       | september 1919                              | oktober 1919                 | |
| Lotisico SV               | Den Haag         | september 1937                              | februari 1943                | Opgegaan in LMHV |
| LVA                       | Den Haag         | september 1934                              | juli 1937                    | |
| VV Lyra                   | De Lier          | juni 1973                                   | —                            | |
| VV Maasdijk               | Maasdijk         | mei 1931                                    | maart 1939                   | Heette tot augustus 1931 SNA |
| Maccabi (1)               | Den Haag         | september 1916                              | oktober 1921                 | |
| Maccabi (2)               | Den Haag         | december 1925                               | juli 1933                    | |
| De Mercuriaan             | Delft            | maart 1938                                  | maart 1942                   | |
| Mercurius                 | Den Haag         | september 1920                              | augustus 1923                | |
| Minerva Boys              | Den Haag         | september 1936                              | Vraag                        | Was tot 1936 aangesloten bij de Haagsche Kantoor Voetbalbond onder de naam SDT                                                                                |
| Mojo                      | Den Haag         | april 1941                                  | Vraag                        | |
| VV Monster                | Monster          | september 1922                              | februari 1941                | |
| Musici                    | Den Haag         | oktober 1921                                | juli 1937                    | |
| MVKV                      | Den Haag         | juli 1934                                   | oktober 1940                 | |
| MVV (1)                   | Monster          | september 1911                              | oktober 1912                 | |
| MVV (2)                   | Monster          | september 1913                              | maart 1915                   | |
| VV Naaldwijk (1)          | Naaldwijk        | augustus 1911                               | oktober 1913                 | |
| VV Naaldwijk (2)          | Naaldwijk        | september 1922                              | —                            | |
| Nationale Nederlanden     | Den Haag         | januari 1928                                | —                            | Heette tot 1970 AVA 1845, tussen 1970 en 1979 NNPV |
| NBLO                      | Den Haag         | oktober 1911                                | januari 1926                 | |
| Neptunus                  | Den Haag         | november 1899                               | Vraag                        | |
| NHM                       | Den Haag         | december 1922                               | oktober 1931                 | Was vanaf 1931 aangesloten bij de Haagsche Kantoor Voetbalbond                                                                                                |
| Nieuw Voorburg (1)        | Voorburg         | december 1936                               | augustus 1939                | |
| Nieuw Voorburg (2)        | Voorburg         | augustus 1939                               | juni 1942                    | |
| SV Nilmij                 | Den Haag         | september 1932                              | juni 1950                    | |
| NKF                       | Delft            | maart 1938                                  | maart 1942                   | |
| NLS                       | Den Haag         | juni 1934                                   | februari 1983                | Was tot 1934 aangesloten bij de Haagsche Kantoor Voetbalbond                                                                                                  |
| VV Noordwal               | Den Haag         | oktober 1937                                | december 1939                | |
| VV Nootdorp (1)           | Nootdorp         | augustus 1930                               | februari 1932                | |
| VV Nootdorp (2)           | Nootdorp         | september 1933                              | januari 1934                 | |
| NVCF                      | Delft            | mei 1938                                    | maart 1942                   | |
| NZC                       | Den Haag         | oktober 1934                                | januari 1935                 | |
| OB                        | Delft            | oktober 1917                                | oktober 1945                 | |
| OCD                       | Delft            | mei 1933                                    | Vraag                        | |
| HVV ODB                   | Den Haag         | september 1935                              | —                            | |
| ODIS                      | Delfgauw         | oktober 1921                                | juli 1922                    | In 1922 gefuseerd tot DOC |
| ODW                       | Den Haag         | juni 1934                                   | februari 1937                | Was eerder aangesloten bij de Haagsche Kantoor Voetbalbond |
| OLIVEO                    | Pijnacker        | september 1940                              | —                            | Was tot 1940 aangesloten bij de DHVB |
| VV OLVEH                  | Den Haag         | augustus 1935                               | mei 1938                     | Was tot 1935 aangesloten bij de Haagsche Kantoor Voetbalbond                                                                                                  |
| De Olympiaan              | Den Haag         | september 1913                              | november 1914                | |
| ONA                       | Den Haag         | augustus 1918                               | oktober 1919                 | |
| HVV De Ooievaars          | Den Haag         | januari 1912                                | 1941 1986                    | |
| HSV Oranje Blauw          | Den Haag         | augustus 1923                               | —                            | |
| VV Oranjeplein            | Den Haag         | september 1937                              | maart 1942 —                 | Na de oorlog heropgericht |
| Ornas                     | Den Haag         | juli 1937                                   | 1993                         | Was tot 1937 aangesloten bij de Haagsche Kantoor Voetbalbond, in 1993 gefuseerd tot HVV Archipel/Ornas                                                        |
| VV Overvoorde             | Den Haag         | april 1935                                  | Vraag                        | |
| PAC                       | Delft            | april 1940                                  | maart 1942                   | |
| VV Paraat                 | Den Haag         | september 1934                              | —                            | Was tot 1934 aangesloten bij de Haagsche Kantoor Voetbalbond                                                                                                  |
| Paré Boys                 | Den Haag         | september 1940                              | maart 1943                   | Was tot 1940 aangesloten bij de Haagsche Kantoor Voetbalbond                                                                                                  |
| PATS                      | Den Haag         | september 1940                              | Vraag                        | Was tot 1940 aangesloten bij de DHVB |
| PCK                       | Den Haag         | september 1929                              | augustus 1939                | |
| PDK                       | Den Haag         | september 1930                              | 1990                         | Fuseerde in 1990 tot SV Bohemen |
| SV Petrolea               | Den Haag         | september 1932                              | Vraag                        | Was tot 1932 aangesloten bij de Haagsche Kantoor Voetbalbond                                                                                                  |
| VV Pijnacker (1)          | Pijnacker        | juni 1925                                   | december 1926                | |
| VV Pijnacker (2)          | Pijnacker        | september 1930                              | december 1939                | |
| VV De Platanen            | Den Haag         | mei 1920                                    | oktober 1921                 | |
| Postalia                  | Den Haag         | mei 1932                                    | —                            | |
| De Postduiven             | Den Haag         | juli 1921                                   | augustus 1922                | In 1922 gefuseerd |
| LVV De Postduiven         | Loosduinen       | mei 1925                                    | —                            | |
| VV Postwissel             | Den Haag         | juli 1920                                   | mei 1933                     | |
| Prinses Juliana           | Den Haag         | oktober 1909                                | juli 1915                    | |
| VV Provinciale Waterstaat | Den Haag         | augustus 1939                               | Vraag                        | Was tot 1939 aangesloten bij de Haagsche Kantoor Voetbalbond                                                                                                  |
| VV PTT                    | Den Haag         | maart 1935                                  | 1966                         | In 1966 gefuseerd tot SVPTT |
| PUV                       | Pijnacker        | oktober 1921                                | juli 1922                    | Opgegaan in DOC |
| PVV                       | Den Haag         |                                             | oktober 1912                 | |
| PWG                       | Poeldijk         | oktober 1937                                | december 1939                | |
| H.V. & C.V. Quick         | Den Haag         | 1898                                        | —                            | |
| Rademaker                 | Den Haag         | juli 1921                                   | november 1928                | |
| RAP                       | Den Haag         | oktober 1933                                | Vraag                        | |
| Rapid                     |                  | 1933                                        | februari 1934                | |
| RAS                       | Den Haag         | november 1922                               | Vraag                        | |
| Hvv Ras                   | Den Haag         | september 1928                              | —                            | |
| RAVA                      | Den Haag         | september 1940                              | —                            | Was tot 1940 aangesloten bij de DHVB |
| RDO                       | Den Haag         | augustus 1934                               | maart 1939                   | Was tot 1934 aangesloten bij de Haagsche Kantoor Voetbalbond, heette tot augustus 1935 HARDO                                                                  |
| Red Cocks                 | Den Haag         | november 1939                               | november 1940                | |
| Red Star                  | Den Haag         | september 1919                              | oktober 1921                 | |
| Red Tax                   | Den Haag         | mei 1938                                    | november 1939                | In 1939 gefuseerd tot Red Cocks |
| Reineveld                 | Delft            | 1938                                        | maart 1942                   | |
| Residentia                | Den Haag         | november 1913                               | januari 1926                 | |
| VV Residentie             | Den Haag         | september 1930                              | maart 1935                   | |
| Residentie Boys           | Den Haag         | mei 1935                                    | oktober 1936                 | |
| RFAC                      | Rijswijk         | september 1919                              | september 1927               | Heette tot oktober 1922 VVR |
| RFC '95                   | Rijswijk         | juli 1995                                   | —                            | |
| RHV                       | Den Haag         | september 1940                              | april 1943                   | Was tot 1940 aangesloten bij de Haagsche Kantoor Voetbalbond                                                                                                  |
| VV Rijswijk               | Rijswijk         | oktober 1914                                | september 1915               | |
| VV Rijswijk               | Rijswijk         | augustus 1919                               | —                            | |
| RKAVV                     | Leidschendam     | september 1940                              | —                            | Was tot 1940 aangesloten bij de DHVB onder de naam AVV |
| RKRVV                     | Den Haag         | september 1940                              | februari 1943                | Was tot 1940 aangesloten bij de DHVB, in 1943 gefuseerd tot Quick Steps                                                                                       |
| RKWVV                     | Den Haag         | september 1940                              | Vraag                        | Was tot 1940 aangesloten bij de DHVB onder de naam WVV |
| Robadijk                  | Den Haag         | 1921                                        | juli 1933                    | Heette tot april 1924 Robaver |
| RODA                      | Delft            | mei 1933                                    | Vraag                        | |
| Rood Wit (1)              | Den Haag         | oktober 1910                                | november 1911                | |
| Rood Wit (2)              | Den Haag         | september 1917                              | mei 1918                     | |
| RSV                       | Den Haag         | september 1922                              | oktober 1922                 | In 1922 gefusseerd tot RSVVC |
| RSVVC                     | Den Haag         | oktober 1922                                | april 1923                   | |
| RVC (1)                   | Den Haag         | 1907                                        | november 1915                | |
| RVC (2)                   | Rijswijk         | september 1916                              | —                            | |
| RVD                       | Den Haag         | april 1935                                  | oktober 1939                 | |
| RWS                       | Delft            | mei 1933                                    | maart 1942                   | |
| SAC                       | Den Haag         | juni 1935                                   | februari 1944                | Was tot 1935 aangesloten bij de Haagsche Kantoor Voetbalbond                                                                                                  |
| VV De Salamander          | Den Haag         | augustus 1936                               | maart 1942                   | |
| Save Time                 | Den Haag         | augustus 1935                               | mei 1937                     | Was tot 1935 aangesloten bij de Haagsche Kantoor Voetbalbond                                                                                                  |
| SB                        | Den Haag         | januari 1938                                | mei 1938                     | Was vanaf 1938 aangesloten bij de DHVB |
| Scala                     |                  | november 1934                               | 1935                         | Was tot 1934 aangesloten bij de Haagsche Kantoor Voetbalbond                                                                                                  |
| Schakenbosch              | Den Haag         | september 1923                              | september 1924               | |
| Schenk                    | Den Haag         | september 1929                              | juli 1933                    | |
| SVV Scheveningen          | Scheveningen     | september 1919                              | —                            | Heette tot januari 1920 VOG |
| VV Schönberg              | Den Haag         | oktober 1935                                | januari 1941                 | |
| SCLV                      | Den Haag         | februari 1939                               | maart 1942                   | |
| SDT                       | Delft            | september 1933                              | maart 1936                   | |
| SDV (1)                   | Den Haag         | december 1910                               | november 1911                | |
| SDV (2)                   | Den Haag         | oktober 1911                                | september 1915               | Heette tot april 1912 DES |
| RVV Semper Altius         | Rijswijk         | september 1940                              | —                            | Was tot 1940 aangesloten bij de Haagsche Kantoor Voetbalbond                                                                                                  |
| RKVV SEP                  | Delft            | september 1926                              | maart 1942                   | |
| SEVV                      | Den Haag         | september 1934                              | augustus 1938                | |
| SHC                       | Den Haag         | september 1935                              | Vraag                        | Was tot 1935 aangesloten bij de Haagsche Kantoor Voetbalbond                                                                                                  |
| SHOT                      | Den Haag         | juli 1937                                   | september 1940               | Was tot 1937 aangesloten bij de Haagsche Kantoor Voetbalbond                                                                                                  |
| VV Sint Clemens           | Den Haag         | februari 1939                               | februari 1941                | |
| VV Sint Michael           | Den Haag         | september 1935                              | Vraag                        | |
| VV Sint Michel            | Den Haag         | september 1935                              | september 1936               | |
| VV Sint Willebrordus      | Den Haag         | mei 1936                                    | maart 1942                   | |
| SIOD                      | Den Haag         |                                             | september 1907               | |
| SIOS                      | Den Haag         | oktober 1939                                | oktober 1943                 | |
| SKV                       | Den Haag         | september 1936                              | december 1939                | |
| HSV SOA                   | Den Haag         | september 1922                              | —                            | |
| Sparta                    | Den Haag         | september 1899                              | maart 1905                   | |
| VV De Spoorwegen          | Den Haag         | januari 1940                                | juni 1954                    | Was tot 1940 aangesloten bij de Haagsche Kantoor Voetbalbond onder de naam VV De Spoorvogels, fuseerde in 1954 tot De Flamingos                               |
| HVV Spoorwijk             | Den Haag         | juli 1929                                   | —                            | |
| AV De Sportman            | Leiden           | november 1899                               | 1904                         | Was vanaf 1904 aangesloten bij de Leidsche Voetbalbond |
| SV '35                    | Wassenaar        | oktober 1935                                | —                            | |
| SV Gemeente Telefoon      | Den Haag         | mei 1936                                    | Vraag                        | |
| SSC                       | Den Haag         | september 1940                              | juni 1941                    | Was tot 1940 aangesloten bij de Haagsche Kantoor Voetbalbond                                                                                                  |
| SSDS                      | Scheveningen     | mei 1935                                    | mei 1939                     | |
| VV Staatsmijnen           | Den Haag         | april 1935                                  | december 1936                | |
| VV Statenkwartier         | Den Haag         | juli 1924                                   | augustus 1925                | |
| STP                       | Den Haag         | september 1940                              | juni 1941                    | Was tot 1940 aangesloten bij de DHVB |
| VV Studebaker             | Den Haag         | januari 1933                                | oktober 1939                 | Heette tot oktober 1937 Mavi |
| SVC                       | Den Haag         | september 1913                              | oktober 1940                 | |
| SVCABS                    | Den Haag         | april 1941                                  | maart 1942                   | |
| SVE                       | Den Haag         | november 1937                               | december 1938                | |
| SVECI                     | Den Haag         | september 1940                              | september 1941               | Was tot 1940 aangesloten bij de Haagsche Kantoor Voetbalbond                                                                                                  |
| SVGEB                     | Den Haag         | september 1934                              | november 1945                | |
| SVGT                      | Den Haag         | februari 1937                               | 1966                         | Fuseerde in 1966 tot SVPTT |
| VV SVH                    | Den Haag         | augustus 1930                               | —                            | |
| SVL                       | Den Haag         | september 1936                              | september 1942               | Was tot 1936 aangesloten bij de Haagsche Kantoor Voetbalbond                                                                                                  |
| SVPT                      | Den Haag         | november 1931                               | maart 1942                   | |
| SVPTT                     | Den Haag         | 1966                                        | 1995                         | Fuseerde in 1995 tot PEC |
| SVT                       | Den Haag         | september 1940                              | december 1959                | Was tot 1940 aangesloten bij de DHVB,in 1959 gefuseerd tot RK OSC                                                                                             |
| SVTA                      | Den Haag         | september 1934                              | Vraag                        | |
| HVV Swift                 | Den Haag         | 1896                                        | maart 1902                   | |
| Swift                     | Den Haag         | december 1904                               | Vraag                        | |
| HVV Te Werve              | Rijswijk         | oktober 1921                                | —                            | Heette tot oktober 1923 BPM |
| TEDO                      | Rijswijk         | juni 1934                                   | —                            | Was tot 1934 aangesloten bij de Haagsche Kantoor Voetbalbond                                                                                                  |
| VV Telegraaf              | Den Haag         | september 1920                              | december 1926                | |
| VV De Tempeliers          | Den Haag         | september 1922                              | november 1923                | |
| Tempo                     | Den Haag         | april 1935                                  | oktober 1940                 | |
| VV Terlaak                | Den Haag         | september 1923                              | juni 1955                    | |
| Texas                     | Den Haag         | september 1924                              | september 1927               | |
| Texas                     | Den Haag         | juli 1929                                   | 1973                         | In 1973 gefuseerd tot Texas DHB |
| Texas DHB                 | Den Haag         | 1973                                        | 1979                         | In 1979 gefuseerd tot HS Texas DHB |
| Thabur                    | Den Haag         | mei 1937                                    | mei 1940                     | Was tot 1937 aangesloten bij de Haagsche Kantoor Voetbalbond                                                                                                  |
| The Hunters               | Den Haag         | april 1935                                  | juli 1936                    | Heette tot september 1935 DCS |
| Quick Steps               | Den Haag         | september 1940                              | —                            | Was tot 1940 aangesloten bij de DHVB |
| THOR                      | Den Haag         | september 1917                              | mei 1918                     | Heette tot november 1917 OLIVEO |
| THVV                      | Delft            | mei 1933                                    | maart 1942                   | Heette tot maart 1938 HVV |
| TOGO (1)                  | Den Haag         | oktober 1939                                | Vraag                        | |
| TOGO (2)                  | Den Haag         | september 1911                              | juni 1930                    | Heette tot januari 1912 TOG, in 1930 gefuseerd tot VCST |
| VSV TONEGIDO              | Den Haag         | september 1920 september 1924               | augustus 1922 —              | In 1924 heropgericht |
| Tour Boys                 | Den Haag         | januari 1938                                | december 1942                | |
| Transvaal (1)             | Den Haag         | februari 1922                               | augustus 1929                | |
| Transvaal (2)             | Den Haag         | augustus 1929                               | juli 1933                    | |
| Transvalia                |                  | oktober 1921                                | Vraag                        | |
| VV Trekvliet              | Den Haag         | februari 1923                               | juli 1933                    | |
| Trekvogels                | Den Haag         | oktober 1921                                | januari 1922                 | |
| VV De Tunnel              | Den Haag         | augustus 1935                               | september 1935               | |
| UD                        | Den Haag         | december 1910                               | Vraag                        | |
| UDO                       | Den Haag         | september 1935                              | 1938                         | Was tot 1935 aangesloten bij de Haagsche Kantoor Voetbalbond                                                                                                  |
| UNI                       | Den Haag         | maart 1911                                  | augustus 1917                | |
| VAC                       | Den Haag         | oktober 1921 september 1940                 | september 1922 augustus 1941 | Was tussen 1922 en 1940 aangesloten bij de DHVB, in 1941 opgegaan in Graaf Willem II VAC                                                                      |
| VV De Valkeniers          | Den Haag         | september 1940                              | november 1943                | In 1990 opgegaan in SV Juventas |
| VCRH                      | Den Haag         | maart 1932                                  | Vraag                        | |
| VCS (1)                   | Den Haag         | december 1910                               | juli 1930                    | Heette tot januari 1911 ODO, tussen januari 1911 en september 1911 Swift, vanaf 1911 VCS maar werd ook regelmatig VC Snel genoemd, in 1930 gefuseerd tot VCST |
| VCS (2)                   | Den Haag         | oktober 1940                                | —                            | |
| VCSJ                      | Den Haag         | maart 1936                                  | maart 1942                   | |
| VCST                      | Den Haag         | juni 1930                                   | oktober 1940                 | In 1940 gefuseerd tot VCS (2) |
| VCV                       | Den Haag         | september 1911                              | Vraag                        | |
| VDDS                      | Den Haag         | februari 1939                               | maart 1942                   | |
| VDS                       | Den Haag         | september 1917                              | —                            | |
| VDV (1)                   | Den Haag         | juli 1921                                   | december 1922                | |
| VDV (2)                   | Den Haag         | juli 1940                                   | 1954                         | Heette tot augustus 1940 DVV, in 1954 gefuseerd tot De Flamigo's                                                                                              |
| VEAS                      | Den Haag         | november 1934                               | december 1938                | |
| SV VELO                   | Wateringen       | september 1940                              | —                            | Was tot 1940 aangesloten bij de DHVB |
| Verblifa                  | Delft            | september 1935                              | maart 1942                   | |
| VESTA                     | Den Haag         | juli 1925                                   | september 1927               | |
| VV De Victor              | Den Haag         | februari 1918                               | oktober 1918                 | |
| Victoria                  | Den Haag         |                                             | oktober 1909                 | |
| Victoria                  | Den Haag         | 1910                                        | september 1911               | |
| VV De Victoriaan          | Delft            | september 1917                              | september 1918               | Heette tot november 1917 Victoria |
| Vio-des                   | Den Haag         |                                             | januari 1935                 | |
| VV De Vlinder             | Honselersdijk    | januari 1931                                | oktober 1935                 | |
| VIOS                      | Den Haag         | augustus 1916                               | —                            | |
| VMGC                      | Den Haag         | oktober 1933                                | september 1937               | |
| VOD                       | Den Haag         | juli 1935                                   | september 1940               | Was tot 1935 aangesloten bij de Haagsche Kantoor Voetbalbond, in 1940 gefuseerd tot BTC Den Haag                                                              |
| VOGEL N                   | Nootdorp         | september 1940                              | november 1942                | Was tot 1940 aangesloten bij de DHVB onder de naam VOGEL, heette tot december 1940 VOGEL '33                                                                  |
| VOGEL                     | Den Haag         | juli 1922                                   | —                            | Vanaf 1940 VOGEL'20, later werd dit langzamerhand weer ongedaan gemaakt.                                                                                      |
| VV Voorburg               | Voorburg         | september 1917                              | oktober 1922                 | Heette tot november 1917 VVC, opgegaan in RSVVC |
| Voorburgsche Boys         | Voorburg         | 1936                                        | maart 1942                   | Heette tot februari 1937 WVV |
| SV Voorburg               | Voorburg         | oktober 1939                                | november 1930 —              | Was tussen 1930 en 1939 aangesloten bij de Haagsche Kantoor Voetbalbond, heette tot september 1941 ENKES                                                      |
| Voorburg VV               | Den Haag         | september 1902                              | Vraag                        | |
| Voorwaarts                | Den Haag         | september 1902                              | 1909                         | In 1909 gefuseerd tot VUC Den Haag |
| VOP                       | Den Haag         | oktober 1934                                | september 1941               | |
| VPVV                      | Den Haag         | september 1923                              | september 1926               | |
| VV Vredenburch            | Den Haag         | mei 1934                                    | Vraag                        | |
| VV Vredenburg             | Den Haag         | augustus 1921                               | maart 1922                   | |
| KRSV Vredenburch          | Rijswijk         | september 1940                              | —                            | Heette tot 1957 KRVC |
| VV Vredestein             | Loosduinen       | september 1920                              | augustus 1933                | |
| VUC                       | Den Haag         | 1909                                        | —                            | |
| VUD                       | Den Haag         | juli 1921                                   | juli 1929                    | Heette tot juli 1922 VVGR |
| VUF                       | Den Haag         | juli 1939                                   | oktober 1940                 | Was tot 1939 aangesloten bij de Haagsche Kantoor Voetbalbond, in 1940 opgegaan in VOGEL '20                                                                   |
| VVD                       | Scheveningen     | juli 1932                                   | mei 1939                     | |
| VVDH                      | Den Haag         | augustus 1911                               | september 1915               | |
| VVF                       | Den Haag         | april 1935                                  | Vraag                        | |
| VVHV                      | Den Haag         | september 1934                              | december 1939                | |
| VVL                       | Den Haag         | mei 1933                                    | Vraag                        | |
| VVL '39                   | Loosduinen       | 1939                                        | september 1941               | |
| VVL '32                   | Den Haag         | juni 1933                                   | juni 1946                    | Was tot 1938 aangesloten bij de Haagsche Kantoor Voetbalbond, heette tot 1950 VVL, in 1946 gefuseerd tot SV Duindigt                                          |
| VVM                       | Den Haag         | november 1931                               | —                            | Heette tot 1979 VV Maastraat |
| VVNH                      | Den Haag         | 1936                                        | december 1939                | |
| VVP                       | Den Haag         | september 1940                              | —                            | Was tot 1940 aangesloten bij de DHVB |
| VVS (1)                   | Den Haag         | oktober 1908                                | februari 1913                | |
| VVS (2)                   | Den Haag         | september 1913                              | oktober 1921                 | Was vanaf 1921 aangesloten bij de DHVB |
| VVV                       | Voorburg         | september 1902                              | Vraag                        | |
| VWS                       | Den Haag         | augustus 1936                               | maart 1938                   | |
| WAC                       | Den Haag         | juli 1933                                   | juni 1957                    | Was tot 1933 aangesloten bij de Haagsche Kantoor Voetbalbond                                                                                                  |
| VV Waldorp (1)            | Den Haag         | september 1920                              | augustus 1922                | |
| VV Waldorp (2)            | Den Haag         | september 1937                              | maart 1942                   | |
| VV Wassenaar              | Wassenaar        | september 1919                              | maart 1927                   | |
| SV Wassenaar              | Wassenaar        | maart 1932                                  | —                            | |
| WBB                       | Den Haag         | juli 1936                                   | april 1942                   | |
| WBVV                      | Den Haag         | 1936                                        | maart 1942                   | |
| WDW                       | Den Haag         | juni 1935                                   | september 1935               | |
| WDZ                       | Rijswijk         | september 1940                              | Vraag                        | Was tot 1940 aangesloten bij de DHVB |
| VV West-End               | Den Haag         | september 1936                              | maart 1938                   | |
| HVV Westerkwartier        | Den Haag         | september 1934                              | 1994                         | |
| Westlandia                | Naaldwijk        | september 1940                              | —                            | Was tot 1940 aangesloten bij de DHVB |
| VV WIK                    | Den Haag         | september 1919                              | —                            | |
| VV Wilhelmus              | Voorburg         | januari 1918 september 1940                 | oktober 1921 —               | Was tussen 1921 en 1940 aangesloten bij de DHVB, heette tot 1964 RKSV Wilhelmus                                                                               |
| HSV Wilsonmeters          | Den Haag         | september 1934                              | juni 1972                    | |
| Wit Blauw '35             | Den Haag         | juni 1935                                   | oktober 1945                 | Heette tot juni 1940 Wit Blauw, in 1945 gefuseerd tot SV Wippepolder                                                                                          |
| RK Wit Blauw              | Voorburg         | september 1940                              | februari 1943                | Was tot 1940 aangesloten bij de DHVB, heette tussen 1940 en 1941 Wit Blauw '25                                                                                |
| WMS                       | Den Haag         | september 1920                              | Vraag                        | |
| WODA                      | Den Haag         | juli 1937                                   | juni 1943                    | |
| HVV Xerxes                | Den Haag         | 1898                                        | april 1901                   | |
| Zeebabies                 |                  | juni 1933                                   | maart 1934                   | |
| VV De Zeevaartschool      | Den Haag         |                                             | februari 1937                | |
| NSV Zephir                | Den Haag         | oktober 1921                                | maart 1923                   | |
| VV Zorgvliet              | Den Haag         | september 1919                              | september 1920               | |
| VV Zuideinde              | Delft            | september 1932                              | 1946                         | Fuseerde in 1946 tot DSV Full Speed |
| VV Zuiderkwartier         | Den Haag         | september 1925                              | mei 1926                     | |
| VV Zuid-Holland (1)       | Den Haag         | juni 1922                                   | augustus 1926                | |
| VV Zuid-Holland (2)       | Den Haag         | september 1932                              | februari 1943                | |
| VV Zuidwerf               | Den Haag         | augustus 1931                               | april 1938                   | |
| VV De Zwaluwen            | Den Haag         | mei 1935                                    | Vraag                        | |
| VV Zwart Blauw            | Den Haag         | oktober 1920                                | 1986                         | |
| VV Zwart Wit (1)          | Den Haag         | oktober 1908                                | februari 1910                | |
| VV Zwart Wit (2)          | Den Haag         | september 1911                              | augustus 1914                | |
| VV De Zwerm               | Den Haag         | oktober 1939                                | maart 1942                   | |